# Parkkiosk Zwevegem
De parkkiosk is een kiosk in het Belgische dorp Zwevegem. Het bevindt zich op het domein rondom het gemeentehuis van Zwevegem. De verplaatsbare houten parkkiosk werd gebouwd na de Tweede Wereldoorlog. De muziekkiosk werd in 1992 gerestaureerd en kreeg in 1992 een vaste plaats in het gemeentepark zodat ze haar functie opnieuw kan vervullen.